# Гнідавський цукровий завод
Гнідавський цукровий завод — підприємство з виробництва цукру в Луцьку Волинської області.

## Галузі
- Виробництво цукру
- Гуртова торгівля зерном, насінням та кормами для тварин
- Гуртова торгівля цукром, шоколадними та кондитерськими виробами